# Katastrofa lotu ČSA 540
Katastrofa lotu ČSA 540 – katastrofa lotnicza, która wydarzyła się 20 sierpnia 1975 roku, 17 kilometrów od Portu Lotniczego w Damaszku, kiedy samolot Iljuszyn Ił-62 narodowych linii lotniczych Czechosłowacji ČSA rozbił się, zabijając 126 ze 128 osób obecnych na pokładzie. Do dziś jest to najgorsza katastrofa lotnicza w historii Syrii oraz najgorsza w historii przewoźnika. Na pokładzie znajdował się Konrad Swinarski.

## Samolot
Samolotem biorącym udział w katastrofie był Iljuszyn Ił-62 – popularny w państwach bloku wschodniego, radziecki odrzutowiec pasażerski produkowany od roku 1963. Ten egzemplarz był jednym z wielu w posiadaniu linii ČSA (dziś Czech Airlines) – narodowych linii lotniczych Czechosłowacji. Jego numery rejestracyjne to OK-DBF. Feralnego dnia, kapitanem samolotu był Ján Gajdoš, a drugim pilotem był Stanislav Žižka.

## Przebieg lotu
Lot 540 obsługiwał regularną trasę Praga – Damaszek – Bagdad – Teheran. Samolot miał lądować na pasie startowym 23R lotniska w Damaszku. Tej nocy panowały dobre warunki atmosferyczne. Podczas podejścia maszyna roztrzaskała się na odludnym, pustynnym terenie, 17 kilometrów od lotniska. Po zderzeniu z ziemią wrak natychmiast stanął w płomieniach. Zginęło 126 osób – 115 pasażerów i 11 członków załogi. Śledztwo dowiodło, że przyczyną katastrofy był błąd pilota. Piloci źle określili minimalną bezwzględną wysokość zniżania, dodatkowo nie byli dostatecznie skupieni na pilotowaniu maszyny.

## Pasażerowie i załoga
| Kraj                           | Pasażerowie | Załoga | Razem |
| ------------------------------ | ----------- | ------ | ----- |
| Czechosłowacja                 | 53          | 11     | 64    |
| Dania                          | 3           | -      | 3     |
| Polska                         | 3           | -      | 3     |
| NRD                            | 2           | -      | 2     |
| Hiszpania                      | 1           | -      | 1     |
| Węgry                          | 1           | -      | 1     |
| Brak danych byli to Syryjczycy | 54          | -      | 54    |
| Razem                          | 117         | 11     | 128   |